# Дуриба Ярослав Васильович
Яросла́в Васи́льович Дуриба — старший солдат Збройних сил України.

## Короткий життєпис
Мобілізований, санітар-стрілець, 17-та танкова бригада.
15 травня 2015-го загинув у бою на передовому блок-посту під Станицею Луганською: під час обстрілу куля з АКМ терориста влучила між пластинами бронежилета.
Без Ярослава залишилися дружина та двоє дітей. Похований 20 травня 2015-го в селі Догмарівка, Генічеський район. В останню дорогу проводжали жителі Догмарівки і сусідніх сіл.

## Нагороди
За особисту мужність і героїзм, виявлені у захисті державного суверенітету та територіальної цілісності України, вірність військовій присязі під час російсько-української війни, відзначений — нагороджений
- 13 серпня 2015 року — орденом «За мужність» III ступеня.